# Samsung Galaxy Tab S 8.4
Samsung Galaxy Tab S 8.4 là máy tính bảng 8.4-inch chạy hệ điều hành Android sản xuất và phân phối bởi Samsung Electronics. Nó thuộc dòng "S" siêu cao cấp mới vượt qua giữa dòng Samsung Galaxy Tab và Samsung Galaxy S, nó còn bao gồm bản 10.5-inch, the Samsung Galaxy Tab S 10.5. Nó được công bố vào 12 tháng 6 năm 2014, và sẽ được phát hành vào tháng 7 năm 2014. Đây là máy tính bảng 8.4 inch thứ hai của Samsung với mục đích cạnh tranh trực tiếp với LG G Pad 8.3 và iPad Mini thế hệ 2.

## Lịch sử
Galaxy Tab S 8.4 được công bố vào 12 tháng 6 năm 2014. Nó được ra mắt cùng với Galaxy Tab S 10.5 tại Samsung Galaxy Premier 2014 ở New York.

## Tính năng
Galaxy Tab S 8.4 được phát hành cùng với Android 4.4.2 Kitkat. Samsung tùy biến giao diện với TouchWiz UX. Cũng như bộ ứng dụng chuẩn của Google, nó có ứng dụng Samsung như ChatON, S Suggest, S Voice, S Translator, S Planner, WatchON, Smart Stay, Multi-Window, Group Play, All Share Play, Samsung Magazine, gói chuyên nghiệp, chế độ đa người dùng,
SideSync 3.0, và quản lý Gear/Fit.
Galaxy Tab S 8.4 có bản WiFi và biến thể 4G/LTE & WiFi. Bộ nhớ trong từ 16 GB đến 32 GB tùy theo sản phẩm, với khe thẻ nhớ mở rộng microSDXC lên đến 64 GB. Nó có màn hình Full HD Super AMOLED 8.4-inch với độ phân giải 2.560x1.600 pixel và mật độ điểm ảnh là 359 ppi. Nó có máy ảnh trước 2.1 MP không flash và máy ảnh sau 8.0 MP AF với LED flash. Nó có thể quay HD video.

## Liên kết
- Website chính thức